# The Last Stand (album de Sabaton)
Pour l'album du Boot Camp Clik, voir The Last Stand (album du Boot Camp Clik).
Albums de Sabaton
Heroes
(2014) The Great War
(2019)
Singles
1. The Lost Battalion
Sortie : 10 juin 2016
2. Blood of Bannockburn
Sortie : 15 juillet 2016
3. Shiroyama
Sortie : 12 août 2016

The Last Stand est le huitième album du groupe suédois de heavy metal Sabaton, toujours produit par Peter Tägtgren. Cet album se consacre principalement sur les batailles dites de la "dernière chance".

## Liste des pistes
| 1.      | Sparta                                                                                 | Bataille des Thermopyles                                            | 4:24 |
| 2.      | Last Dying Breath                                                                      | Dragutin Gavrilović                                                 | 3:22 |
| 3.      | Blood of Bannockburn                                                                   | Bataille de Bannockburn                                             | 2:54 |
| 4.      | Diary of an Unknown Soldier                                                            | Offensive Meuse-Argonne                                             | 0:51 |
| 5.      | The Lost Battalion                                                                     | Charles White Whittlesey et la 77ème Compagnie                      | 3:35 |
| 6.      | Rorke's Drift                                                                          | Rorke's Drift                                                       | 3:26 |
| 7.      | The Last Stand                                                                         | Sacrifice de la Garde suisse pontificale lors du Sac de Rome (1527) | 3:55 |
| 8.      | Hill 3234                                                                              | Bataille pour la colline 3234                                       | 3:29 |
| 9.      | Shiroyama                                                                              | Bataille de Shiroyama                                               | 3:31 |
| 10.     | Winged Hussars                                                                         | Hussards Ailés et la Bataille de Vienne                             | 3:51 |
| 11.     | The Last Battle                                                                        | Bataille du château d'Itter                                         | 3:12 |
| 12.     | Camouflage (Stan Ridgway Cover) (Piste Bonus)                                          | Guerre du Viêt Nam                                                  | 3:56 |
| 13.     | All Guns Blazing (Judas Priest Cover) (Piste Bonus)                                    |                                                                     | 3:58 |
| 14.     | Afraid To Shoot Strangers (Iron Maiden Cover) (Piste Bonus - Disponible sur l'earbook) |                                                                     | 7:28 |
| 1:12:52 |                                                                                        |                                                                     |      |